# Francisco José Velasco
Francisco José 'Paco' Velasco Del Olmo, (nacido el 9 de enero de 1964 en Madrid, Comunidad de Madrid) es un exjugador de baloncesto español. Con 1.85 de estatura, su puesto natural en la cancha era el de base.

## Trayectoria
- Real Madrid (1983-1985)
- Magia de Huesca (1985-1986)
- Clesa Ferrol (1986-1987)
- Caja San Fernando (1987-1988)
- Ten Sur Tenerife (1988-1989)
- Atlético de Madrid (1989-1990)
- Saski Baskonia (1990-1991)